# Teffont
Teffont est une paroisse civile du Wiltshire, en Angleterre. Elle est située dans le sud du comté, dans la vallée de la Nadder (en), un affluent de l'Avon. La ville de Salisbury se trouve à une quinzaine de kilomètres à l'ouest. La paroisse, créée en 1934, est composée des deux villages de Teffont Magna (en) et Teffont Evias (en). Au recensement de 2011, elle comptait 248 habitants.